# جيمس براون (لاعب كرة قدم أمريكية أمريكي)
جيمس براون (بالإنجليزية: James Brown)‏ هو لاعب كرة قدم أمريكية أمريكي، ولد في 17 مايو 1975 في بومونت في الولايات المتحدة.